# ASP.NET AJAX
ASP.NET AJAX 是微軟專為 ASP.NET 應用程式所發展的 AJAX 基礎支援，研發代號為 Atlas，原有的 ASP.NET 應用程式可以很輕鬆的使用 ASP.NET AJAX 所提供的基礎架構，開發具有 AJAX 能力的 Web 應用程式。
早期在 ASP.NET 2.0 時開始發展，它也是早期使用 CTP (Community Technology Preview) 來代表測試版本的產品之一，在開發初期就已經受到 ASP.NET 的開發人員相當程度的關注，而在歷經一年左右的開發後，於 2007 年發表了在 ASP.NET 2.0 使用的 AJAX 1.0（版本號碼為 1.0.61025），目前的版本為 3.5，與 .NET Framework 3.5 一起發布。
ASP.NET AJAX 4.0 將於 2010 年上半年與 Visual Studio 2010 和 .NET Framework 4.0 一起發表。

## 版本
- ASP.NET 2.0 AJAX Extensions 1.0
- ASP.NET AJAX 3.5
- Microsoft AJAX Library 3.5 SP1
- ASP.NET AJAX 4.0 Preview 3

## 組成
ASP.NET AJAX 的組成為 System.Web.Extension.dll 以及封裝在 ASP.NET AJAX 函式庫中的 AJAX Core APIs，System.Web.Extension.dll 是一個 .NET assembly，它封裝了四個重要的 ASP.NET AJAX 控制項：
- ScriptManager 控制項，為 ASP.NET 提供了重要的 JavaScript 以及部份刷新 (Partial Update) 或頁面方法 (Page Methods) 等重要性質的支援。
- UpdatePanel 控制項，為提供即時刷新使用者介面，以及觸發更新的 Control trigger。
- UpdateProgress 控制項，可在 UpdatePanel 刷新頁面的工作期間，顯示一個處理中的訊息。
- Timer 控制項，為 AJAX 的用戶端提供了計時器的支援，可說是 DOM 中的 window.setInterval() 的強化實作。

ASP.NET AJAX 和其他瀏覽器一樣，都使用 XMLHttpRequest 來與伺服端溝通，因此 ASP.NET AJAX 可以適用於許多的瀏覽器，例如 Firefox，Opera 與 Safari 等，當然也包括了微軟的 Internet Explorer 瀏覽器，但 ASP.NET 開發人員可以在完全沒有 AJAX 基礎知識的情況下，開發出 AJAX-enabled（具有 AJAX 功能）的 Web 應用程式。

## 架構
ASP.NET AJAX 分為 Server 和 Client 兩個架構。
Server 端的元件包含：
- Scripting Services，包含對 AJAX 的 scripting 的控制，例如 debug，全球化，本地語系化等。
- Web Services，設定 Web Service 的路徑，讓 AJAX Client 可以抓取 Web Service 的參數。
- Application Services，讓 AJAX Client 可以使用 ASP.NET 2.0 的 Membership 和 Profile 服務。
- Server Controls，包含 ASP.NET AJAX 的四個主要控制項。

Client 端的元件包含：
- Components：非視覺化元件的支援。
- Browser Capabilities：為個別瀏覽器所提供的支援。
- Networking：對網路存取的支援，包含非同步處理，JSON，WebRequest，Web Service 與 Application Service
- Core：對 JavaScript 的基礎支援，例如 events，序列化，型別系統等。

微軟也開放了用戶端的 ASP.NET AJAX Library 的原始程式碼，供開發人員做客制化使用。

## AJAX Control Toolkit
AJAX Control Toolkit 是一個基於 ASP.NET AJAX 平台上開發的一組控制項工具箱，在2011年7月31日的版本，它包含了下列 41 個常在 Web 開發中使用到的控制項，可供開發人員免費使用與散布。
- Accordion
- AlwaysVisibleControl
- Animation
- AsyncFileUpload
- AutoComplete
- Calendar
- CascadingDropDown
- CollapsiblePanel
- ColorPicker
- ComboBox
- ConfirmButton
- DragPanel
- DropDown
- DropShadow
- DynamicPopulate
- FilteredTextBox
- HoverMenu
- HTMLEditor
- HTMLEditorExtender
- ListSearch
- MaskedEdit
- ModalPopup
- MultiHandleSlider
- MutuallyExclusiveCheckBox
- NoBot
- NumericUpDown
- PagingBulletedList
- PasswordStrength
- PopupControl
- Rating
- ReorderList
- ResizableControl
- RoundedCorners
- Seadragon
- Slider
- SlideShow
- Tabs
- TextBoxWatermark
- ToggleButton
- UpdatePanelAnimation
- ValidatorCallout